# Gafanhão
Gafanhão is een plaats (freguesia) in de Portugese gemeente Castro Daire en telt 177 inwoners (2001).